# Слобозія (Броскеуць, Ботошань)
Слобозія (рум. Slobozia) — село у повіті Ботошані в Румунії. Входить до складу комуни Броскеуць.
Село розташоване на відстані 392 км на північ від Бухареста, 27 км на північний захід від Ботошань, 121 км на північний захід від Ясс.

## Населення
За даними перепису населення 2002 року у селі проживали 122 особи, усі — румуни. Усі жителі села рідною мовою назвали румунську.